# Rochelle Hudson
Pour les articles homonymes, voir Hudson.
Rochelle Hudson est une actrice américaine née le 6 mars 1916 à Oklahoma City, Oklahoma (États-Unis), décédée le 17 janvier 1972 à Palm Desert (Californie).

## Biographie
Rochelle Hudson a débuté au cinéma en faisant la voix du personnage de Dessin animé Honey, la petite amie de Bosko. Durant les années 1930, parmi ses rôles notables, elle fut l'actrice principale dans Wild Boys of the Road (1933), et représenta Cosette dans Les Misérables (1935).

## Filmographie
- 1930 : Sinkin' in the Bathtub : Honey (voix)
- 1930 : Hold Anything : Honey (voix)
- 1931 : The Public Defender de J. Walter Ruben
- 1931 : Everything's Rosie : Lowe Party Guest by Punch Bowl
- 1931 : Big Man from the North : Honey (voix)
- 1931 : Laugh and Get Rich : Miss Jones, at Dance
- 1931 : Ain't Nature Grand! : Honey (voix)
- 1931 : Ups 'n Downs : Honey (voix)
- 1931 : Dumb Patrol : Honey (voix)
- 1931 : Yodeling Yokels : Honey (voix)
- 1931 : Bosko's Holiday : Honey (voix)
- 1931 : The Public Defender : Telephone Operator
- 1931 : The Tree's Knees : Honey (voix)
- 1931 : Bosko Shipwrecked : Honey (voix)
- 1931 : Fanny Foley Herself : Carmen
- 1931 : Bosko the Doughboy : Honey (voix)
- 1931 : Are These Our Children : Mary
- 1931 : Bosko's Soda Fountain : Honey (voix)
- 1932 : Bosko and Honey : Honey (voix)
- 1932 : Bosko at the Zoo : Honey (voix)
- 1932 : Battling Bosko : Honey (voix)
- 1932 : Big-Hearted Bosko : Honey (voix)
- 1932 : Bosko's Party : Honey (voix)
- 1932 : Bosko and Bruno : Honey (voix)
- 1932 : Is My Face Red?
- 1932 : Girl Crazy de William A. Seiter
- 1932 : Bosko's Dog Race : Honey (voix)
- 1932 : Beyond the Rockies (en) de Fred Allen : Betty Allen
- 1932 : Bosko at the Beach : Honey (voix)
- 1932 : Bosko's Store : Honey (voix)
- 1932 : Bosko the Lumberjack : Honey (voix)
- 1932 : Ride Him, Bosko! : Honey (voix)
- 1932 : Au seuil de l'enfer (Hell's Highway) de Rowland Brown et John Cromwell : Mary Ellen
- 1932 : Bosko the Drawback : Honey (voix)
- 1932 : Bosko's Dizzy Date : Honey (voix)
- 1932 : Secrets of the French Police : K-31, Undercover Agent
- 1932 : The Savage Girl : The White Goddess
- 1932 : Penguin Pool Murder : Parker's Telephone Operator
- 1932 : Bosko's Woodland Daze : Honey (voix)
- 1933 : Bosko in Dutch : Honey (voix)
- 1933 : The Past of Mary Holmes : Betty
- 1933 : Lady Lou (She Done Him Wrong) : Sally
- 1933 : Lucky Devils (en) : une visiteuse
- 1933 : Bosko in Person : Honey (voix)
- 1933 : Love Is Dangerous : Gwendolyn
- 1933 : Bosko the Speed King : Honey (voix)
- 1933 : Bosko's Knight-Mare : Honey (voix)
- 1933 : Bosko the Sheep-Herder : Honey (voix)
- 1933 : Beau Bosko : Honey (voix)
- 1933 : Notorious but Nice de Richard Thorpe : Connie Martin
- 1933 : Bosko's Picture Show : Honey (voix)
- 1933 : Bosko the Musketeer : Honey (voix)
- 1933 : Doctor Bull : Virginia (Muller) / Banning
- 1933 : Wild Boys of the Road : Grace
- 1933 : Bosko's Mechanical Man : Honey (voix)
- 1933 : Walls of Gold (en) de Kenneth MacKenna : Joan Street
- 1933 : Mr. Skitch : Emily Skitch
- 1934 : Harold Teen (en) de  Murray Roth : Lillian 'Lillums' Lovewell
- 1934 : Such Women Are Dangerous : Vernie Little
- 1934 : Bachelor Bait : Cynthia Douglas
- 1934 : Judge Priest : Virginia Maydew
- 1934 : Bosko's Parlor Pranks : Honey (voix)
- 1934 : Images de la vie (Imitation of Life) : Jessie Pullman, à 18 ans
- 1934 : Le Grand Barnum (The Mighty Barnum) de Walter Lang : Ellen
- 1934 : I've Been Around : Drue Waring
- 1935 : Hey, Hey Fever : Honey (voix)
- 1935 : Life Begins at Forty : Adele Anderson
- 1935 : Les Misérables : Cosette
- 1935 : Boucles d'or (Curly Top) : Mary Blair
- 1935 : À travers l'orage (Way Down East) : Anna Moore
- 1935 : Pas de pitié pour les kidnappeurs (Show Them No Mercy!) de George Marshall : Loretta Martin
- 1935 : Run, Sheep, Run : Honey (voix)
- 1936 : La musique vient par ici (The Music Goes 'Round) de Victor Schertzinger : Susanna Courtney
- 1936 : Everybody's Old Man (en) de James Flood : Cynthia Sampson
- 1936 : The Country Beyond : Jean Alison
- 1936 : The Old House : Honey (voix)
- 1936 : Poppy de A. Edward Sutherland : Poppy McGargle
- 1936 : Reunion de Norman Taurog : Mary MacKenzie
- 1937 : Circus Daze : Honey (voix)
- 1937 : Woman-Wise : Alice Fuller
- 1937 : Bosko's Easter Eggs : Honey (voix)
- 1937 : That I May Live d'Allan Dwan : Irene Howard
- 1937 : Little Ol' Bosko and the Pirates : Honey (voix)
- 1937 : Casse-cou (Born Reckless) : Sybil Roberts
- 1937 : She Had to Eat : Ann Garrison
- 1937 : Little ol' Bosko and the Cannibals : Honey (voix)
- 1938 : Little ol' Bosko in Bagdad : Honey (voix)
- 1938 : Joyeux Gitans (Rascals) de H. Bruce Humberstone : Margaret Adams
- 1938 : M. Moto court sa chance (Mr. Moto Takes a Chance) de Norman Foster : Victoria 'Vicki' Mason
- 1938 : Tempête sur le Bengale (Storm Over Bengal) : Joan
- 1939 : Pirates of the Skies : Barbara Whitney
- 1939 : Pride of the Navy : Gloria Tyler
- 1939 : Missing Daughters (en) : Kay Roberts
- 1939 : Smuggled Cargo : Marian
- 1939 : A Woman Is the Judge : Justine West
- 1940 : Convicted Woman : Betty Andrews
- 1940 : Konga, the Wild Stallion : Judith Hadley
- 1940 : Men Without Souls : Suzan Leonard
- 1940 : Island of Doomed Men de Charles Barton : Lorraine Danel
- 1940 : Babies for Sale : Ruth Williams
- 1940 : Girls Under 21 : Frances White
- 1941 : Meet Boston Blackie : Cecelia Bradley
- 1941 : The Stork Pays Off : Irene Perry
- 1941 : The Officer and the Lady : Helen Regan
- 1942 : Rubber Racketeers : Nikki
- 1942 : Queen of Broadway : Sherry Baker
- 1947 : Bush Pilot : Hilary Ward
- 1948 : Devil's Cargo : Margo Delgado
- 1949 : Sky Liner : Amy Winthrop
- 1954 : That's My Boy (en) (série TV) : Alice Jackson (1954-55)
- 1955 : La Fureur de vivre (Rebel Without a Cause) de Nicholas Ray : la mère de Judy
- 1964 : La Meurtrière diabolique (Strait jacket) : Emily Cutler
- 1964 : Celui qui n'existait pas (The Night Walker) : Hilda
- 1967 : Dr. Terror's Gallery of Horrors : Helen Spalding

## Récompenses et distinctions
- 1931 : WAMPAS Baby Stars